# ليزا شو (مصممة أزياء)
ليزا شو (بالإنجليزية: Lisa Xu)‏ هي مصممة أزياء أسترالية، ولدت في 1986.